# 조 율
조 율(Joe Yule, 1892년 4월 30일 ~ 1950년 3월 30일)은 영국의 배우이다.
글래스고에서 태어났으며 할리우드에서 사망하였다. 사인은 심근 경색이다. 포리스트 론 메모리얼 파크에 매장되었다.

## 영화
- 수영하는 미녀 (1944년)
- 미트 더 피플 (1944년)
- 키스밋(영어판) (1944년)
- 자매와 수병 (1944년)
- 프레즌팅 릴리 마스 (1943년)
- 아이 두드 잇 (1943년)
- 파나마 해티 (1942년)
- 여성의 해 (1942년)
- 캐슬린 (1941년)
- 컴 리브 위드 미 (1941년)
- 브로드웨이 멜로디 오브 1940 (1940년)
- 팬텀 라이더스 (1940년)
- 붐 타운 (1940년)
- 뉴 문 (1940년)
- 바보의 기쁨 (1939년)